# Braswell Deen
Braswell Drue Deen, född 28 juni 1893 i Appling County i Georgia, död 28 november 1981 i Alma i Georgia, var en amerikansk demokratisk politiker. Han var ledamot av USA:s representanthus 1933–1939.
Deen studerade vid South Georgia State College och Emory University. Han efterträdde 1933 Charles Hillyer Brand som kongressledamot och efterträddes 1939 av W. Benjamin Gibbs.
Deen avled 1981 och gravsattes på Rose Hill Cemetery i Alma i Georgia.